# Hvidhalet ravnekakadu
Hvidhalet ravnekakadu (latin: Calyptorhynchus baudinii) er en fugl i familien kakaduer i ordenen papegøjer, der lever i det sydvestlige Australien.